# Транспортное предприятие Праги
Акционерное общество «Транспортное предприятие столицы Праги» (чеш. Dopravní podnik hlavního města Prahy, a. s.) — предприятие общественного транспорта города Праги, осуществляющее городские и пригородные перевозки автобусами и городские перевозки троллейбусами, трамваями, метро и фуникулёрами.

## История
До конца XIX века общественные перевозки в Праге осуществлялись исключительно частными транспортными предприятиями. В 1890 году была сформирована пражская ратушная комиссия, целью которой было рассмотрение и оценка предложения старосты города Королевские Винограды об устройстве парового трамвая, который бы соединил Прагу и Королевские Винограды. Несмотря на то, что соглашения по указанному предложению достигнуто не было, пражская комиссия продолжила функционировать, получив название «Комиссия по электрическим дорогам», при этом в Виноградах, хоть и без участия Праги, строительство городской трамвайной линии было начато. Вскоре Прага всё же присоединилась к участию в этом проекте через своё предприятие «Пражские муниципальные газовые заводы».
В начале 1897 года пражская ратушная комиссия по электрическим дорогам была преобразована в «Административный совет электрических дорог», а 1 сентября того же года постановлением городского совета на базе административного совета была учреждена «Канцелярия городских электрических предприятий», которая два года спустя была зарегистрирована в торговом реестре как «Электрические предприятия королевской столицы Праги» (Elektrické podniky král. hlavního města Prahy).
27 июня 1897 года Прага приобрела сеть частных конок в пределах города, 15 ноября того же года к электрическим предприятиям Праги было присоединено Виноградское предприятие «Городская электрическая дорога Королевских Виноград», в 1900 году посредством покупки к ним была присоединена Гавлачкова электрическая дорога до Коширже, а в 1907 году — Кршижикова дорога до Высочан. Таким образом процесс объединения разных трамвайных предприятий на территории нынешнего города Праги в единое муниципальное предприятие был завершён. В 1991 году Транспортное предприятие Праги получило нынешнюю организационно-правовую форму — акционерное общество
За свою более чем столетнюю историю Транспортное предприятие Праги множество раз меняло названия и формы:
- с 1890 года — Ратушная комиссия по оценке предложения о создании парового трамвая (точное название неизвестно)
- 90-е годы XIX века — «Комиссия по электрическим дорогам»
- с января 1897 года — «Административный совет электрических дорог» (непосредственно строительством и эксплуатацией трамвайных линий занималось городское предприятие «Пражские муниципальные газовые заводы»)
- с 1 сентября 1897 года — «Канцелярия городских электрических предприятий» (впервые с правовым статусом юридического лица)
- с 1899 года — «Электрические предприятия королевской столицы Праги»
- с 1918 года — «Электрические предприятия столицы Праги»
- с 1940 — «Elektrizitätsunternehmungen der Hauptstadt Prag» — «Электрические предприятия столицы Праги»
- с 15 июля 1942 года — Stadtwerke Prag — «Пражские городские предприятия» (Městské podniky pražské)
- с мая 1945 года — «Пражские городские предприятия»
- с 6 сентября 1946 года — «Транспортные предприятия столицы Праги»
- с 1 января 1949 года — Коммунальное предприятие «Транспортное предприятие столицы Праги»
- с 1 июля 1953 года — «Транспортное предприятие столицы Праги» (предприятие коммунального хозяйства)
- с 1 января 1971 года — «Транспортные предприятия столицы Праги» (производственное хозяйственное подразделение, VHJ)
- с 1 января 1977 года — Концерн «Транспортные предприятия столицы Праги»
- с 1 июля 1989 года — Государственное предприятие «Транспортные предприятия столицы Праги» (комбинат)
- с 1 апреля 1991 года — Акционерное общество «Транспортное предприятие столицы Праги» (Dopravní podnik hlavního města Prahy)

В 1974 году был открыт Пражский метрополитен. В наше время ходит фуникулёр по маршруту Ujezd — Něbozizek — Petřin (доставляет жителей Чехии и туристов на холм Петршин).

## Оплата проезда
Существуют билеты на разное количество времени по разной цене (действуют во всех видах транспорта) и социальные карты (пенсионные и обычные). Билеты и карты также действуют в пригородном автобусном перевозчике — компании VEOLIA Transport.

## Подвижной состав
В настоящее время автобусы и трамваи поступают как в низкопольном, так и в высокопольном исполнении. Существуют поезда метро двух типов (A и B) и фуникулёры одного типа.

## См.также
- Пражский автобус
- Пражский трамвай
- Пражский троллейбус
- Пражский метрополитен
- Пражский фуникулёр